# Orinomana
Orinomana is een geslacht van spinnen uit de  familie van de wielwebkaardespinnen (Uloboridae).

## Soorten
- Orinomana ascha Grismado, 2000
- Orinomana bituberculata (Keyserling, 1881)
- Orinomana galianoae Grismado, 2000
- Orinomana mana Opell, 1979